# Sovětská fotbalová Vysšaja liga 1967
Vysšaja liga 1967 byla nejvyšší fotbalovou soutěží Sovětského svazu v roce 1967. 
Vítězem se stal a do Poháru mistrů evropských zemí 1968/69 se kvalifikoval tým Dynamo Kyjev. Účast v Poháru vítězů pohárů 1968/69 si zajistil vítěz poháru Dynamo Moskva. Nikdo nesestupoval, liga se rozšiřovala na 20 týmů. Ligy se zúčastnilo celkem 19 celků, soutěž se hrála způsobem každý s každým doma—venku (celkem tedy 36 kol) systémem jaro—podzim. 

## Tabulka
| Poř. | Tým                    | Z  | V  | R  | P  | VG | OG | B  |
| ---- | ---------------------- | -- | -- | -- | -- | -- | -- | -- |
| 1.   | Dynamo Kyjev           | 36 | 21 | 12 | 3  | 51 | 11 | 54 |
| 2.   | Dynamo Moskva          | 36 | 18 | 13 | 5  | 55 | 28 | 49 |
| 3.   | Dynamo Tbilisi         | 36 | 16 | 13 | 7  | 53 | 33 | 45 |
| 4.   | Dynamo Minsk           | 36 | 13 | 17 | 6  | 47 | 31 | 43 |
| 5.   | Něfťanik Baku          | 36 | 16 | 10 | 10 | 51 | 33 | 42 |
| 6.   | Šachťor Doněck         | 36 | 13 | 16 | 7  | 43 | 38 | 42 |
| 7.   | Spartak Moskva         | 36 | 13 | 14 | 9  | 38 | 30 | 40 |
| 8.   | Ararat Jereven         | 36 | 13 | 10 | 13 | 40 | 38 | 36 |
| 9.   | CSKA Moskva            | 36 | 12 | 12 | 12 | 35 | 35 | 36 |
| 10.  | SKA Rostov na Donu     | 36 | 13 | 8  | 15 | 39 | 42 | 34 |
| 11.  | Křídla sovětů Kujbyšev | 36 | 8  | 18 | 10 | 23 | 28 | 34 |
| 12.  | Torpedo Moskva         | 36 | 12 | 9  | 15 | 38 | 47 | 33 |
| 13.  | Torpedo Kutaisi        | 36 | 8  | 15 | 13 | 37 | 50 | 31 |
| 14.  | Kajrat Alma-Ata        | 36 | 10 | 11 | 15 | 27 | 47 | 31 |
| 15.  | Pachťakor Taškent      | 36 | 5  | 19 | 12 | 31 | 42 | 29 |
| 16.  | Zarja Lugansk          | 36 | 8  | 13 | 15 | 27 | 42 | 29 |
| 17.  | Lokomotiv Moskva       | 36 | 7  | 14 | 15 | 33 | 37 | 28 |
| 18.  | Černomorec Oděsa       | 36 | 8  | 11 | 17 | 25 | 46 | 27 |
| 19.  | Zenit Leningrad        | 36 | 6  | 9  | 21 | 28 | 63 | 21 |

|  | Pohár mistrů evropských zemí 1968/69 |
|  | Pohár vítězů pohárů 1968/69          |

## Nejlepší střelci
Nejlepším střelcem tohoto ročníku se stal útočník Michail Mustygin. Hráč Dynama Minsk dal 19 gólů.
| P. | Nár           | Hráč             | Tým                | Branky |
| -- | ------------- | ---------------- | ------------------ | ------ |
| 1. | Sovětský svaz | Michail Mustygin | Dynamo Minsk       | 19     |
| 2. | Sovětský svaz | Oleg Kopajev     | SKA Rostov na Donu | 17     |
| 3. | Sovětský svaz | Eduard Markarov  | Něfťanik Baku      | 14     |